# Émile Jacques-Palotte
Pour les articles homonymes, voir Jacques-Palotte.
Émile Jacques-Palotte, né le 28 août 1830 à Tonnerre et mort le 20 juillet 1885 à Chouzé-sur-Loire, est un industriel, homme politique et patron de presse français.

## Biographie
Ingénieur, ancien élève de l'école Centrale, il est associé à son père, Jean Augustin Jacques-Palotte, député de l'Yonne de 1846 à 1848, dans la gestion des forges de Commentry et de Lavaveix-les-Mines, où il lui succède en 1863. Il est maire de Lavaveix-les-Mines de 1871 à 1874
Président du conseil d'administration de la Société des Houillères de la Haute-Loire, future composante des Houillères d'Auvergne, il succède à Charles, duc de Morny (1811-1865) .
Émile Jacques-Palotte fut aussi investi dans la Compagnie française du télégraphe de Paris à New-York.
Émile Jacques-Palotte a par ailleurs pris le contrôle de la société anonyme éditant le journal Le Bulletin financier , qui était parvenu à un tirage de 20 000 exemplaires. Armand Mandel quitta la rédaction pour fonder la Journée financière, qui devint un journal de polémique financière. 
Représentant de la Creuse à l'Assemblée nationale de 1871 puis sénateur de la Creuse de 1876 à 1884, il a été contraint à la démission à la suite d'un scandale financier. En 1884, il est président du conseil d'administration de la Banque de Prêts à l'industrie, créée en 1877 avec un capital de 20 millions de francs, lorsqu'il donne sa démission de sénateur de la Creuse. L'extension des affaires de la Banque de Prêts à l'industrie fut facilitée par l'appui donné par Charles Lalou, un aventurier de la finance de grande envergure.

## Sources
- Ressources relatives à la vie publique :   - Sénat
  - Base Sycomore
- « Émile Jacques-Palotte », dans le Dictionnaire des parlementaires français (1889-1940), sous la direction de Jean Jolly, PUF, 1960 [détail de l’édition]
- « Émile Jacques-Palotte », dans Adolphe Robert et Gaston Cougny, Dictionnaire des parlementaires français, Edgar Bourloton, 1889-1891 [détail de l’édition]